# Степь (аэродром)
Степь — реконструируемый военный аэродром в Оловяннинском районе Забайкальского края, восточнее посёлка станции Степь.

## История
Является военным аэродромом в Оловяннинском районе Забайкальского края, восточнее посёлка станции Степь.
В ноябре 2010 был закрыт, с 2013 года по настоящее время находится на реконструкции. Предварительные сроки реконструкции аэродрома — к концу 2016 года были сорваны, стройка заморожена в 2016 году, затем возобновлена. В августе 2018 года на недостроенном аэродроме прошли учения с посадкой самолётов военно-транспортной авиации на грунтовую ВПП. Планируется сдача аэродрома к 2019 году.
В различное время на аэродроме и в гарнизоне базировались:
- управление 30-й авиационной дивизии истребителей-бомбардировщиков 12-й воздушной армии, звено управления включало 2 Ми-8 и 2 Ан-2.
- 6-й бомбардировочный авиационный полк (в/ч 22261) 30-й авиационной дивизии (1969—1987 гг,[2] Су-17М, Су-17М3, Су-24).
- 58-й авиационный полк истребителей бомбардировщиков (в/ч 21805) 30-й авиационной дивизии (с 1969 года, расформирован в апреле 1990 года,[3] МиГ-17, МиГ-23Б, МиГ-23БН, МиГ-27М/Д/К).
- 266-й авиационный Краснознаменный полк истребителей-бомбардировщиков имени Монгольской Народной Республики (на МиГ-27К, переведён с аэродрома Налайх (Монголия) в 1990 году, переучивание на Су-25 с 1993 года, переформирование в 266-й штурмовой Краснознаменный авиационный полк имени Монгольской народной республики в 1998 году).
- 266-й штурмовой Краснознаменный авиационный полк имени Монгольской народной республики 21-й смешанной авиационной дивизии (Су-25, с 1998 года по 2009 год).
- 320-я авиационная база второго разряда (2009—2010 гг);
- 302-й отдельный батальон аэродромно-технического обеспечения в/ч 21805;
- 29-й отдельный батальон аэродромно-технического обеспечения в/ч 21818;
- 1202-й отдельный батальон связи и радиотехнического обеспечения;
- 1713-й отдельный батальон связи в/ч 47034;
- 952 отдельный батальон связи и радиотехнического обеспечения в/ч 22088;
- ? ракетно-техническая база 12 ГУМО в/ч 23331;
- 379-я отдельная эксплуатационно-техническая рота (КЭЧ);
- 1286-я база резерва самолётов ЗабВО в/ч 22658.

Точная дата постройки аэродрома неизвестна. Посадочная площадка начала функционировать в качестве промежуточного аэродрома при конфликте на Халхин-Голе в 30-х годах 20-го века. В годы второй мировой войны здесь функционировали авиаремонтные мастерские. После окончания боевых действий аэродром постепенно перестал использоваться.
В результате обострения международных отношений с Китаем, в конце 60-х годов начато строительство бетонированного аэродрома, а в 1969 году в г. Степь были сформированы два авиационных полка.
По состоянию на 1970 год управление 30-й авиационной дивизии базировалось в гарнизоне Степь, в составе дивизии было три авиационных полка: 6-й бомбардировочный авиационный полк, 58-й авиационный полк истребителей бомбардировщиков (оба на аэр. Степь) и 189-й гвардейский Брестский ордена Суворова авиационный полк истребителей бомбардировщиков (аэр. Борзя, Читинская область, Су-17М). Дивизия расформирована в 1989 году (1990?).
6-й бомбардировочный авиационный полк сформирован на аэродроме Степь в 1969 году. На вооружение полка поступали Су-17, затем Су-17М3. В 1983 году одна АЭ получила 10 Су-24 из Домны. Полк расформирован в 1987 году.
58-й истребительно-бомбардировочный авиационный полк сформирован на аэродроме Степь в 1969 году. На вооружении имелись МиГ-15УТИ и МиГ-17 до 1975 года. В 1975-76 году полк перевооружён на МиГ-23Б, МиГ-23БН, МиГ-23УБ и переименован в авиационный полк истребителей-бомбардировщиков. В 1986 году стали поступать МиГ-27М/Д/К/, МиГ-23УБ. Полк документально расформирован в апреле 1990 года, по факту на базе этого полка и выведенного из Монголии 266-го полка был создан один, регалии и наименование перешли от более именитой части и полк стал именоваться: 266-й краснознаменный авиационный полк истребителей бомбардировщиков имени Монгольской Народной Республики. 2-я эскадрилья 266-го АПИБ была именной, а именно носила название «Монгольский Арат», в годы ВОВ самолёты для неё были построены на собранные в Монголии средства.
266-й краснознаменный авиационный полк истребителей бомбардировщиков имени Монгольской Народной Республики. Передислоцирован на аэродром Степь в июне 1990 года, имея на вооружении МиГ-27К. Слит с 58-м ибап, передав наименование новому полку. Переформирован в Краснознаменный 266-й штурмовой авиационный полк имени Монгольской народной республики в 1998 году.
1 декабря 2009 года на аэродроме Степь сформирована 320-я авиационная база, куда вошёл 266-й шап и части обеспечения аэродрома.
31 декабря 2009 года произошёл пожар в котельной гарнизона, жилой городок остался без отопления, система разморожена. Это поставило точку в дальнейшей судьбе гарнизона — в августе 2010 года 320-я авиационная база второго разряда была ликвидирована, исправная техника передана в 412-ю АБ на аэродром Домна.
В 2013 году было принято решение о капитальном ремонте аэродрома с наращиванием длины ВПП до 3 километров. Старые пятиэтажные жилые дома военного городка снесены, построен быстровозводимый малоэтажный городок с автономными системами жизнеобеспечения и социальными объектами.
При завершении строительства аэродрома и военного городка в Степи планируется развернуть 266 отдельный штурмовой авиационный полк (266 ошап) на Су-25.

## Происшествия
- 20 мая 1974 г., авария самолёта МиГ-23УБ, аэродром "Степь".
- 29 марта 1976 г., авария самолёта МиГ-23Б, аэродром "Степь".
- 27 мая 1977 г., авария самолёта МиГ-23Б, аэродром "Степь".
- 8 июля 1977 г., авария самолёта МиГ-23Б, аэродром "Степь".
- 25 июля 1977 г., авария самолёта МиГ-23Б, аэродром "Степь".
- 22 марта 1978 г., авария самолёта МиГ-23Б, аэродром "Степь".
- 20 февраля 1981 г., катастрофа самолёта МиГ-23Б, аэродром "Степь", лётчик погиб.
- 4 ноября 1981 г., авария самолёта МиГ-23Б, аэродром "Степь".
- 12 декабря 1988 г., авария самолёта МиГ-23УБ, аэродром "Степь".
- 2 апреля 2025 г., катастрофа самолёта Ту-22М3, аэродром "Степь", член экипажа погиб.